# Латыпов, Валерий Марказович
Валерий Марказович Латыпов (род. 16 февраля 1956, Ишимбай, Башкирская АССР) — советский российский учёный, изобретатель. Доктор технических наук (1998), профессор (1999).

## Биография
Сын М. К. Латыпова
В 1978 году окончил Уфимский нефтяной институт.
С 1978 — в УНИ (УГНТУ): ассистент, преподаватель, доцент, профессор, завкафедрой строительных конструкций.
Заведующий кафедрой «Строительные конструкции» Уфимского государственного нефтяного технического университета (с 2002 по 2016 гг.).

## Научная деятельность
Основное направление научной работы — исследования в области долговечности строительных конструкций. Автор более 150 печатных работ, в том числе 1 монографии («Конструкции из дерева и пластмасс», Уфа, 2005). Имеет 8 авторских свидетельства на изобретения.
Награждён Большой золотой медалью Российской академии архитектуры и строительных наук (РААСН, № 22, 2002) в составе авторского коллектива под руководством академика П. Г. Комохова за монографию «Долговечность бетона и железобетона».
Латыпов В. М. — ученик и последователь научной школы доктора технических наук, профессора А. Ф. Полака.
Член Ученого совета Уфимского государственного нефтяного технического университета, научно-технического и научно-методического советов архитектурно-строительного факультета УГНТУ, заместитель председателя диссертационного совета Д 212.289.02 при УГНТУ, член Президиума научно-технического общества строителей РБ, членом ученого совета института «Башниистрой», с 1997 г. — постоянный член оргкомитетов и жюри ежегодных специализированных выставок «Уралстрой» и «Город. Архитектура, строительство и коммунальное хозяйство», участник и лектор ежеквартальных совещаний, проводимых Минстроем Республики Башкортостан для руководителей строительных и проектных организаций.
Под руководством В. М. Латыпова кафедра «Строительные конструкции» занимала призовые места среди выпускающих кафедр по итогам 2003, 2004, 2005 годов.